# Drosophila obscurata
Drosophila obscurata este o specie de muște din genul Drosophila, familia Drosophilidae, descrisă de Meijere în anul 1911. Conform Catalogue of Life specia Drosophila obscurata nu are subspecii cunoscute.